# Amrin Amin
Amrin Amin (* 1978) ist ein singapurischer Politiker. Als Mitglied der Regierungspartei für Volksaktionen (PAP) gab er 2015 sein Wahldebüt. Seit dem 1. Oktober 2015 ist er Parlamentarischer Sekretär des Innenministeriums. Seit dem 11. September 2015 ist er auch Mitglied des Parlaments von Sembawang GRC.

## Leben
Amrin Amin wurde an der Dunman Secondary School und am Tampines Junior College unterrichtet, bevor er Jura an der National University of Singapore, dem LLB (Honours) und der Columbia University in New York, dem LLM (Harlan Fiske Stone Scholar) studierte.
Er war Anwalt bei Watson, Farley und Williams Asia Practice LLP und Mitglied des National Council on Problem Gambling sowie des Verwaltungsrats der Nanyang Polytechnic. Seit 2015 ist er Rechtsanwalt und Partner bei Joseph Tan Jude Benny LLP.
Amrin wurde kurz nach den Parlamentswahlen von 2011 zu einem prominenten Basisaktivisten in Sembawang, und 2015 wurde Amrin zum Parlamentsmitglied für Sembawang GRC gewählt und ersetzte die scheidende PAP-Abgeordnete Ellen Lee. Anschließend wurde er zum Parlamentarischen Sekretär des Innenministeriums ernannt. Bei der Kabinettsumbildung 2015 wurde er zum Parlamentarischen Sekretär des Gesundheitsministeriums ernannt.